# Стара српска јела
Када се узме у обзир порекло старих српских јела, чињеница је да готово сви балкански народи имају на својим трпезама мусаку, ћуфте, пилав, бурек, баклаву итд., а да су сви вековима били под Турцима. Као закључак, намеће се чињеница да су сва та јела "примљена" од Турака. А да ли су то чисто турска јела, или потичу из арапске или персијске кухиње, није много значајно – битно је да су их на Балкан донели Турци .
Куварске књиге које су се на српском језику појавиле у другој половини 19. века заправо су преведени немачки и мађарски кувари. Рецимо, најстарији, „Србски кувар“ из 1865. године, Јеротеја Драгановића, јеромонаха манастира Крушедол, па „Стара и нова куина“ из 1877. чувене Катарине Поповић-Миџине, затим „Христинин кувар“ из 1880.

## Старе мере
Најстарији кувар Јеротеја Драгановића превео је Мирко Јањић са славеносербског заједно са свим архаизмима. Ту се појављују старе мере: 
- лот (17,5 грама),
- олба (0,7 л),
- фунта (560 г),
- сатлик (280 г)

Нове мере почињу од „Старе и нове куине”, с тим што се све буквално множи, без заокруживања. Рецимо: ако нешто тежи три лота, пише да би требало узети 52,5 грама.
Тек крајем 19. и почетком 20. века појављују се књиге са правим српским јелима. Сима Тројановић је 1896. објавио „Старинска српска јела и пића“, а 1908. године су се појавиле две књиге: „Српска народна јела у Левчу и Темнићу“ Станоја Мијатовића и „Српска народна јела у Херцеговини и у Босни“ Луке Грђића Бјелокосића. У те три књиге забележен је начин припреме јела у српским селима: посни и мрсни пасуљ, посна и мрсна сарма од киселог купуса, пуњене паприке, кромпир и месо „на тепсију“, удробица, кавурма, пиктије, пиктије од боба, качамак, груваница, коврљан, гибаница, попара, цицвара, тиквењак, чесница, превртача, варица…
Касније, а нарочито између два светска рата, појавиле су се многе вредне куварске књиге које су углавном писале жене: Софија Мирковић, Вида Тотовић, Лепосава Гавриловић, Спасенија–Пата Марковић, Александра Рустановић. Једини мушки писац у том периоду је Душан Славић који је 1929. објавио књигу „Велики учитељ кувања и народног здравља“.

## Први аутори куварских књига у Србији
Прве књиге рецепата, популарни кувари, на српском језику појавиле су се у другој половини 19. века и углавном су се преводиле са страних језика. Тек крајем 19. и почетком 20. века појављују се књиге са правим српским јелима. Сима Тројановић је 1896. године објавио Старинска српска јела и пића, а касније су се појавиле многе вредне куварске књиге које су углавном писале жене: Софија Мирковић, Вида Тотовић, Лепосава Гавриловић, Спасенија Пата Марковић, Александра Рустановић, док је једини мушки аутор у том периоду Душан Славић, који је 1929. године објавио књигу Велики учитељ кувања и народног здравља.
Појава књиге Мој кувар Спасеније Пате Марковић, чувеног Патиног кувара из 1939. и Великог народног кувара Александре Рустановић из 1940. означава златно доба српског куварског издаваштва.
Осим тога, велики број домаћица водио је своје личне белешке. Поједине бележнице рецепата достизале су обим једне књиге. Такав је лични кувар Еуфимије Илијевић, писан у Црепаји крајем 19. века.
Србски кувар је прва штампана књига рецепата код Срба. Саставио ју је јеромонах Јеротеј Драгановић у манастиру Крушедол, на Петровдан 1855. године. Писан је на славјаносербском језику, а штампан је исте године у Новом Саду. Друго издање Драгановићевог кувара изашло је 1865. године у Београду.
Велики српски кувар је први кувар објављен на српском народном језику, ћирилицом. Саставила га је Катарина Поповић Миџина, а објављен је у Новом Саду 1878. године.
Појава Спасеније Пате Марковић и Александре Рустановић и њихових књига „Мој кувар“ (1939) и „Велики народни кувар“ (1940) означава златно доба српског куварског издаваштва. Патино дело је, под измењеним насловом „Велики народни кувар“, доживело чак двадесетак издања. Пата Марковић била је управитељица Домаћичког течаја у Београду и уредник рибрике „Добра кујна добрих домаћица“ коју је 1937. водила у дневном листу „Политика“. На њену адресу из свих крајева Краљевине Југославије су пристизале хиљаде и хиљаде одличних, проверених рецепата које је она, иако није баш најбоље владала куварским умећем, пробрала, стилски и језички уједначила и од њих начинила поменуто капитално дело. За то време Александра Рустановић, „домаћица на гласу са своје куварске вештине“, скупљајући рецепте своје и својих пријатељица и листајући старе куварске књиге, направила је дело које својом употребном вредношћу, превазилази све наше познате куварске књиге. Нажалост, штампана пред рат, 1940. године, имала је само једно издање.
Типично српских јела релативно је мало. Наш народ је временом прихватао најпре утицаје оријенталне кухиње, а затим и утицаје кухиња првенствено од народа с којима су Срби заједно живели у Војводини и Славонији, односно у Аустроугарској, а раније у Аустрији, односно Угарској. Тако се данас на нашим просторима преплићу утицаји турске, немачке и мађарске, а такође и италијанске и француске кухиње... Евентуално чорбаст пасуљ може да буде српско јело, можда и гибаница, подварак, кисели купус...

## Рецепти за стара српска јела
Самарлук 
Самарлук је старо српско јело од киселог купуса и пиринча. У мрсној верзији у самарлук се додају чварци.
Састојци: главица киселог купуса,100 гр пиринча, главица црног лука, неколико ченова белог лука, 2 дл уља, кашика љуте алеве паприке, со и босиљак.
Начин припреме: Главицу купуса ситно исецкати. Црни и бели лук ситно исећи и пропржити на загрејаном уљу. Додати исецкан купус, па све заједно динстати око петнаестак минута. За то време у посебној посуди скувати пиринач. Упржен купус зачинити алевом паприком, додати со и босиљак (по укусу), умешати пиринач, па све заједно запећи у рерни око пола сата. Служити док је топло.
НАПОМЕНА: Ако вам је смарлук сув, пре печења налити 2 децилитра воде и добро измешати.
Ћулама
Старинско српско јело од пилећег белог меса биће радо виђено и на модерној трпези!
Састојци: 500 грама пилећег белог меса, главица црног лука, 4-5 кашика брашна, 100 грама свињске масти, веза зелени, со.
Начин припреме: Пилеће бело месо ставити у лонац, напунити хладном водом, додати очишћену и опрану зелен и ставити да се кува. Када месо буде кувано, извадити га из супе и оставити да се охлади. Месо одвојити од кости и ситно исецкати. На загрејаној масти пропржити брашно и налити у процеђену супу, па кувати. Када се направи густа каша додати исецкано пилеће месо, посолити по укусу и на крају додати ситно исецкани бели лук.
Украсите јело першуном и послужите уз пире кромпир.
Чарлама ("Милијанова чарлама")
Милијанова чарлама је сјајан рецепт за све љубитеље јунетине. Није компликовано јело за припрему, пробајте, сигурни смо да ће вам се допасти.
Састојци:Килограм јунетине од бута, две свеже паприке, 2 главице црног лука, 200 грама тиквица, алева паприка, со, бибер, рузмарин, маст и љута паприка.
Начин припреме: Месо исећи на коцке око 3х3 центиметра. Поврће добро очистити, опрати и сећи на ситне коцке. Масноћу ставити у земљану посуду, ставити на жар, па у тако загрејану масноћу додати месо и поврће, Динстати 2-3 сата на умереној ватри. Према потреби, да не би загорело, сипати 2 децилитра воде. Додати со, бибер, алеву паприку, љуту паприку и рузмарин по укусу, Водити рачуна да се укус рузмарина осети. Јело се може послужити у свим приликама.
Белмож
Најаутентичнију и најаутохтонију исхрану има јужна, као и источна Србија, где су се поједини облици јеловника сачували од старих дана. Јело које издвја као најзанимљивије је белмуж (белмож) - старо пастирско јело, које је у том облику још из средњег века остало такво до данас. Ово јело се и данас спрема на старински начин.
Рецепт за белмуж
1. Варијанта - састојци: 1 кг младог пуномасног сира (крављи или овчији), 150 до 200 грама кукурузног брашна (може и са пшеничним), кашичица соли.

Начин припреме: Сир се исече на комаде и стави у шерпу (раније се користио котао или казан), где се загрева на ниској температури (у супротном ће загорети, што не желите да се догоди). Када се сир отопи, додајте со (процените количину у односу на то колико је сир слан) и мешајте варјачом. Полако додајте кукурузно брашно и наставите са мешањем док не добијете чвршћу смесу. Брашно служи да покупи масноћу из сира, па га не треба пуно стављати. Мешајте још неких 20 минута, све док маса не постане глатка и док маст из смесе не почне да се одваја. Када маст почне да "плива" по површини белможа, јело је готово. Белмуж се служи уз кисело млеко и свеже поврће - ротквице, црни лук, краставац (у "зимској" варијанти иде туршија...)
1. Варијанта - састојци (Милијан Стојанић): 300 грама младог сира, 650 грама кукурузног и белог брашна, со.

Начин припреме: Млад сир који је усирен претходни дан, а који је стајао неусољен, изгњечити и ставити с водом да се кува уз стално мешање. Вишак воде који се појави постепено ће испарити. Пред крај кувања додати кукурузно брашно, може пола кукурузно и пола пшенично, кувати уз стално мешање све док не почне да се појављује масноћа коју је створио сир. Припремљени белмож сервирати у плиће посуде из којих ће се и служити. Служити топло.
Гологлавка
1. Варијанта - Мирис и укус југа Србије - пита "Гологлавка", рецепт из Врања[9]
2. Варијанта - састојци (Милијан Стојанић): 55 гр. кукурузног белог брашна, 250 грама сира, 250 грама кајмака, 3 јајета, 20 грама квасца, со и уље.

Начин припреме: У кукурузно брашно изгњечити сир, кајмак, додати размућена јаја и квасац, со по укусу и замесити са мало уља да маса не буде ни густа ни ретка. Сипати у подмазан плех и и шећи у добро загрејаној пећници око десет минута. Сећи на комаде жењене величине.
- Бунгур[11]

У књизи "Кувар здраве хране наших бака и дедова”, аутора Јована Максимовића, налази се рецепт за јело "бунгур". Аутор наводи да је рецепт за то јело забележио учитељ Јеремија Павловић из Крагујевачке Јасенице у својој збирци народних умотворина, па даље наводи да је то јело прастаро (у односу на XIX век) те да се сматра за славско и веома издашно.
Бунгур је јело за које кажу да је настало још у старој Персији и да је било идеално пред тешке радове у пољу. Основне намирнице коју су потребне за припрему бунгура је ломљена пшеница звана булгур и димљено свињско месо.
Бунгур је старо српско јело, које се некада спремало често и скоро у свакој кући, а био је главна храна за када се обављају тешки послови. Кажу да је укусније када се припрема, тј. кува за више особа и да се једе без хлеба.
Ово здраво и укусно јело, сада готово потпуно заборављено, некада је било саставни део богате српске трпезе.
Бунгур је старовременско јело које се некада спремало у селима око Западне Мораве и сматрало се да је по укусу и квалитету такво да се може служити и на царским дворовима, што се и дешавало, али и на трпезама највећих сиромаха. Прича се да је свака кућа у стара времена имала камени жрвањ на коме се млела пшеница за бунгур.
На бунгуру су одрастале генерације и генерације народа овог дела Србије, а онда је пао у заборав све до 2016. године, када су мештани села Вујетинци одлучили да ово јело отргну од заборава тако што су бунгуру у част организовали светковину.
Бунгур се припрема од прекрупе пшенице са додацима онога што се у кући затекне - доста кајмака, сира, поврћа и ако је домаћин имућнији, пилећег или неког другог меса и на припреми овог јела се никада није штедело. Некада се спремао често и скоро у свакој кући.
Састојци - Густи бунгур(Милијан Стојанић): 700 грама пшенице, 300 грама кајмака, 2 децилитра млека и со.
Начин припреме): Очишћену и опрану пшеницу кувати око један сат да се зрна не распадну. Пшеницу оцедити, охладити и самлети на воденицу за месо. Тако припремљену пшеницу ставити у посуду, налити водом, посолити и ставити да се кува. У току кувања налити са мањом количином воде, али водити рачуна да не остане много течности. Када је пшеница кувана, ставити кајмак са млеком, измешати и служити.

### Рецепти из 1865.
Чорба са грисом ваљушкице
У чинију 4 лота путера или масти разби (обтрајбуј), на то умешај 3 читава јајета и 2 жуманцета; онда сајтљик гриса додај, осоли и све једно с другим добро размешај, после када треба, са једућом кашиком у врућу чорбу закувај ваљушкице.
Паприкаш
Телећу или јагњећу црну џигерицу ситно исеци, у шерпењи масти угреј, метни ситна исечена црна лука да порумени, на то постави џигерицу, посоли и да се пржи; досипај чорбе у пржено да не загоре. Кад је џигерица мекана, додај нешто утучена бибера, две кашике кајмака, измешај, около говеђине сложи и пошљи на трпезу.
Сарма од кисела купуса
Узми једну фунту крта меса, мало парче сланине, исеци све заједно ситно, метни у чинију, на то пуну шаку отребљеног опраног пиринча, нешто соли и бибера, 2 цела јајета, све једно с другим добро измешај; узми лишће од купуса, одсеци корење; надевај дробцем у лист, зави чврсто сарму; сложи са рибанцем купусом у лонац, пристави кватри, да се неколико сати кува; направи танку запршку да пожути, изручи на то купус, осоли и остави један сат да се кува; онда неколико кашика кајмака, исечене мирођије, и со тим је готово.
Пребранац пасуљ
У лонац престави лепа тачканца, пре пол сата него што ће бити куван, исеци доста црна лука на дебеле кришке; потом ред пасуља ред лука и зејтина, мало осоли, бибера и шафрана, тако опет ред пасуља ред лука, соли, бибера и шафрана и зејтина, тако све редом, докле се не смести, онда да се лагано кува, и онда је готово.
Телећи – јагњећи умокац
Од предњег черека парче (или цео черек) метни у врелу воду, да мало постои, лепо исеци на парчад. Онда растопи у шерпењи парче путера да врело буде, 2 кашике брашна само мало пропржи, али да не пожути; нали са добром чорбом, положи месо на то, и нешто лимунове коре, и од целог лимуна сок толико дуго кувати ваља, докле мекано месо не буде, онда је готово.
Гурабије
Колико масти, толико меда, н. пр. 1 фунту масти, 1 фунту меда, 6 жуманаца и 1 цело јаје, све то са финим брашном смеси средње тесто; направи куглице као ора, мало у среду прстом убоди, поспи тепсију брашном, послажи гурабије и пеци у фуруни.

### Понарођена турска јела
Лука Грђић Бјелокосић је написао 1912. године: „За четири-пет вијекова свог господства Османлије су оставиле на свијем гранама народног нам живота по неки траг. Ја бих рекао да се тај њихов траг ни на чем не познаје колико по народнијем јелима, а особито на јелима која се припремају по варошима. Велика већина народних јела се зове или чисто турском ријечи, или бар по корену из турског језика... те су она кроз вијекове тако понарођена да их с правом можемо назвати народна јела.“